# Poraniidae
Famille
Les Poraniidae sont une famille d'étoiles de mer (Asteroidea) de l'ordre des Valvatida.

## Caractéristiques
Ces étoiles se  caractérisent par un tégument nu et très charnu, donnant une apparence bombée. Les plaques marginales sont relativement réduites. Ces étoiles n'ont pas de pédicellaires. Les papules respiratoires sont dispersées sur la face aborale (supérieure) du disque central. Les organes génitaux sont situés aux interradius.
Une large partie des espèces de cette famille vivent dans les abysses.

## Liste des genres
Selon World Register of Marine Species (17 mai 2014) :
- genre Bathymarginaster Mah, 2023 -- 1 espèce
- genre Bathyporania Mah & Foltz, 2014 -- 1 espèce
- genre Chondraster Verrill, 1895 -- 2 espèces
- genre Clavaporania Mah & Foltz, 2014 -- 1 espèce
- genre Culcitopsis Verrill, 1914 -- 1 espèce
- genre Glabraster A.H. Clark, 1916 -- 1 espèce
- genre Marginaster Perrier, 1881 -- 3 espèces
- genre Porania Gray, 1840 -- 3 espèces
- genre Poraniomorpha Danielssen & Koren, 1881 -- 5 espèces
- genre Poraniopsis Perrier, 1891 -- 2 espèces
- genre Spoladaster Fisher, 1940 -- 1 espèce
- genre Tylaster Danielssen & Koren, 1881 -- 1 espèce
- genre Noriaster Blake & Tintori, 2000 †

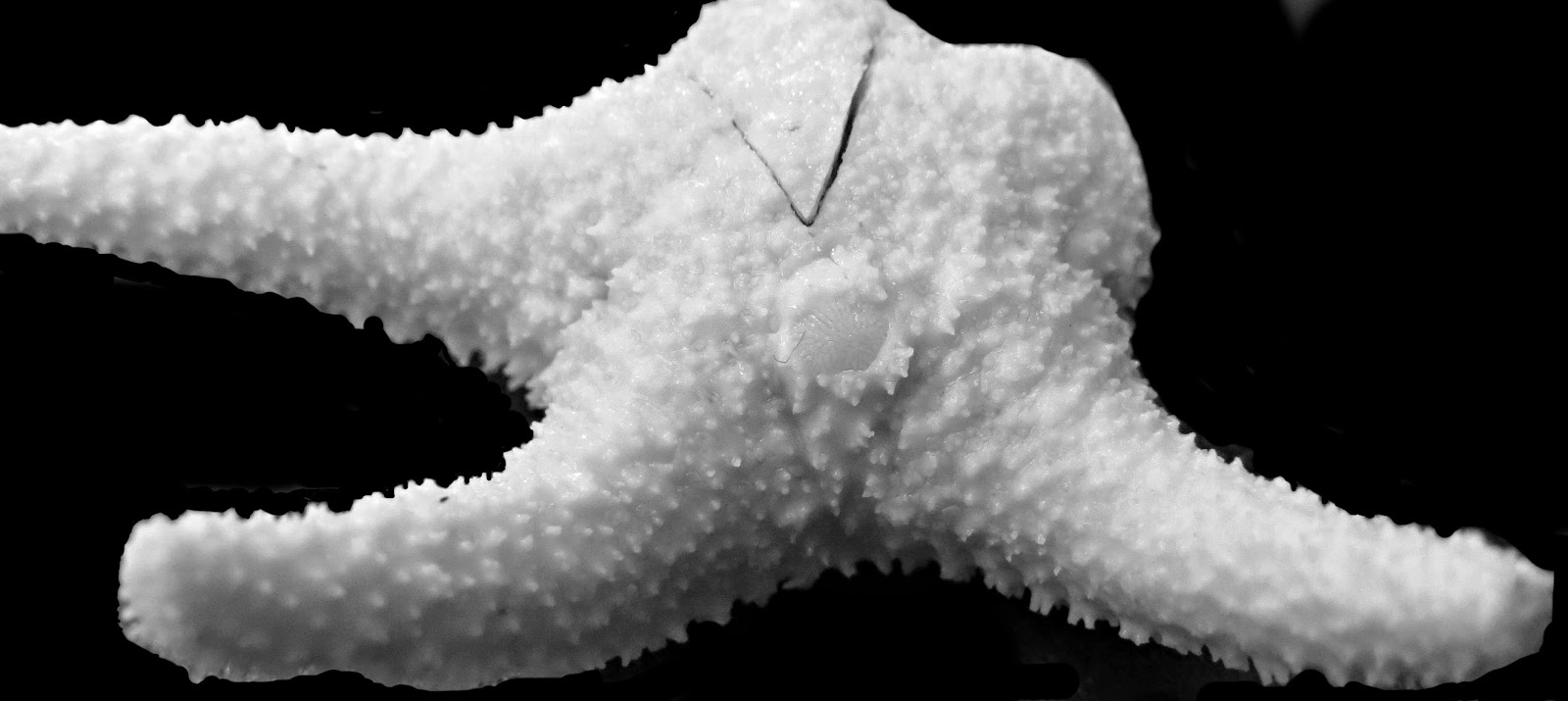
Bathyporania ascendens
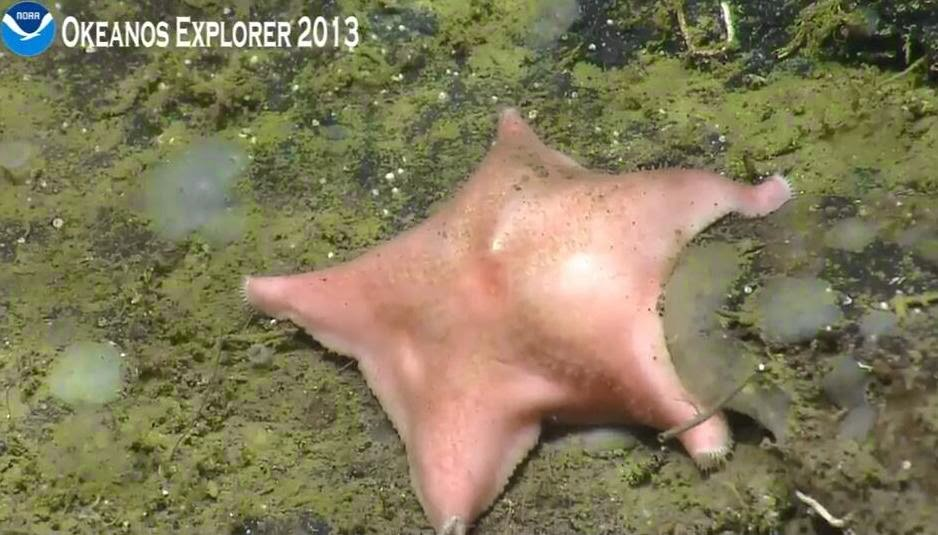
Chondraster grandis
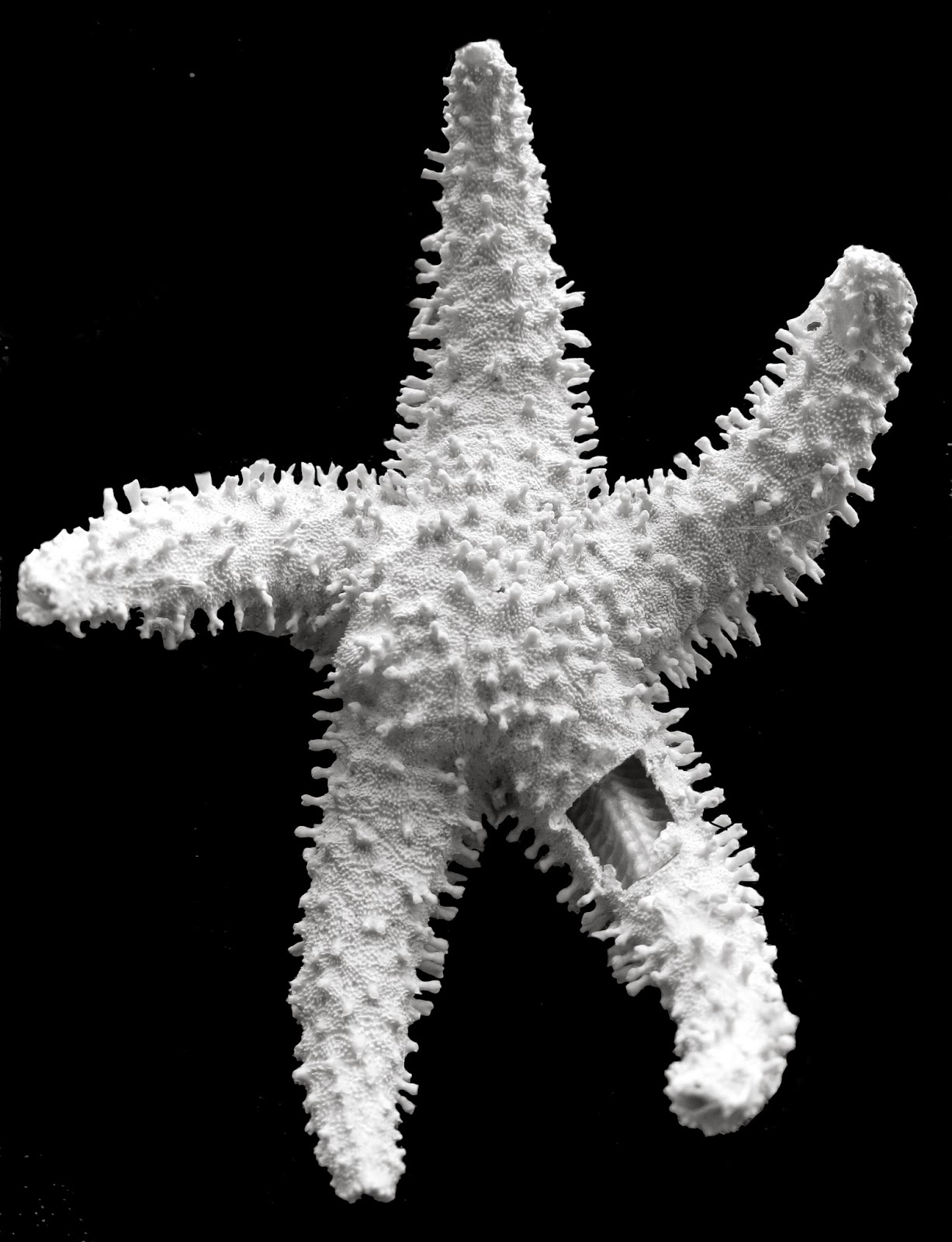
Clavaporania fitchorum
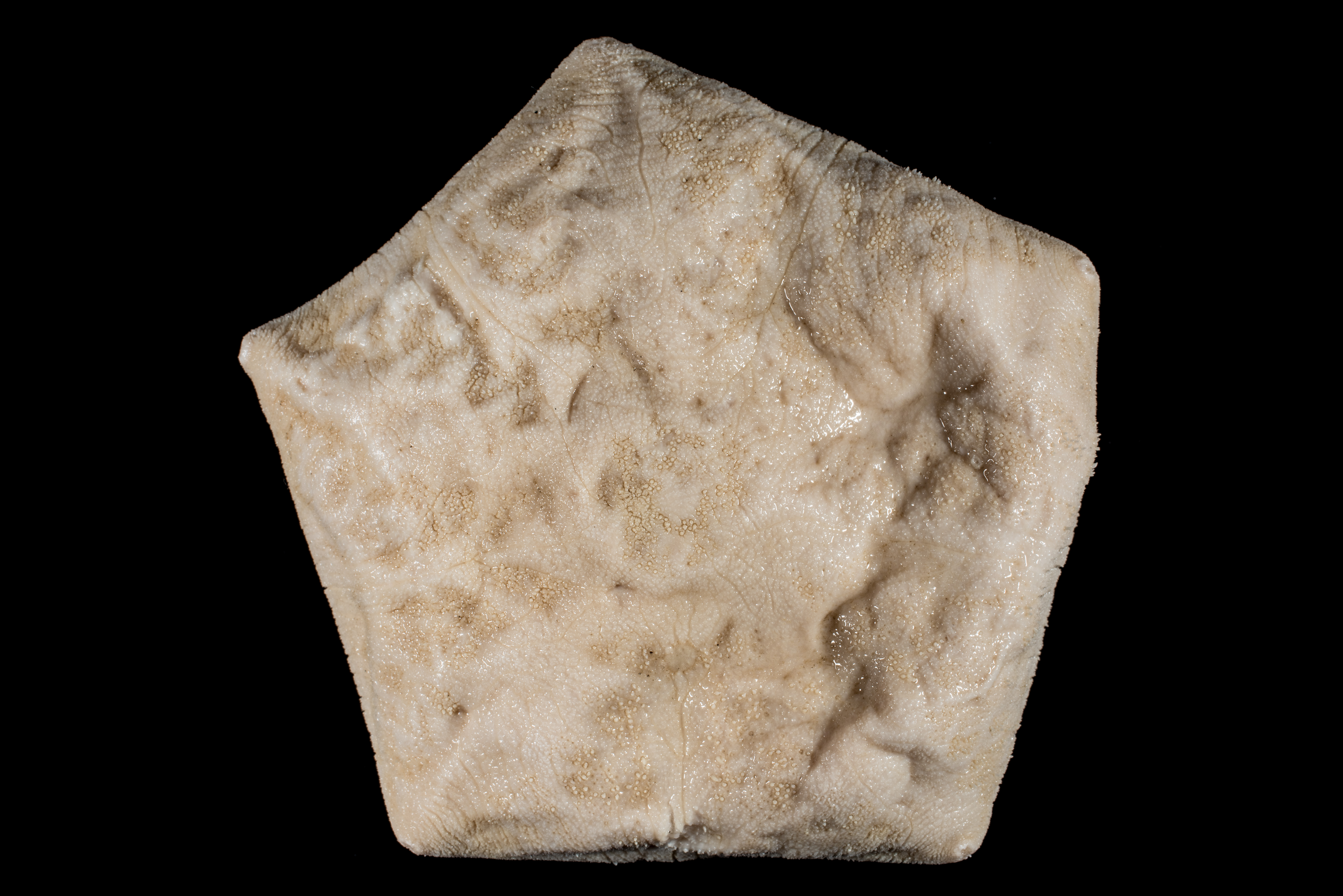
Culcitopsis borealis
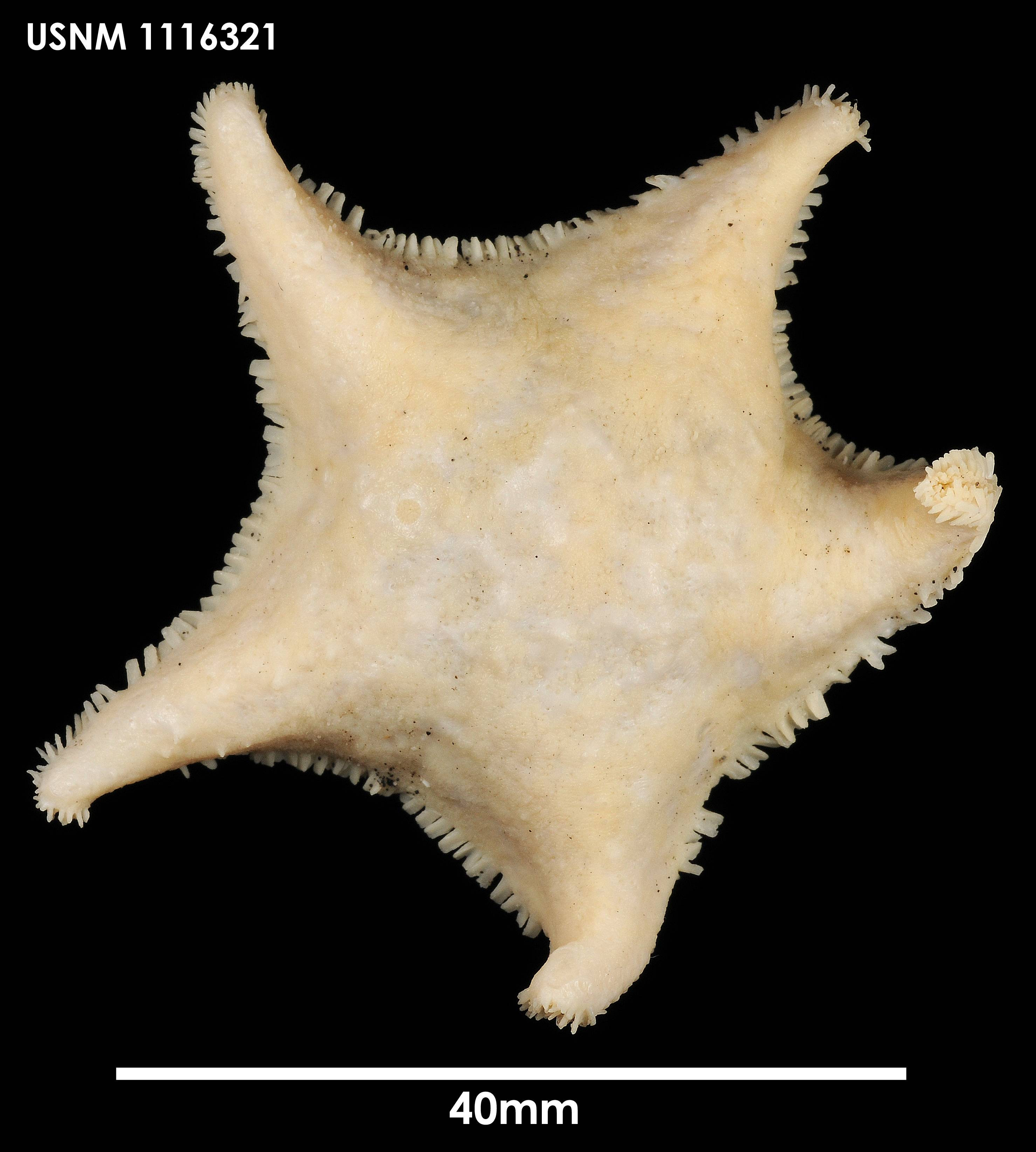
Glabraster antarctica
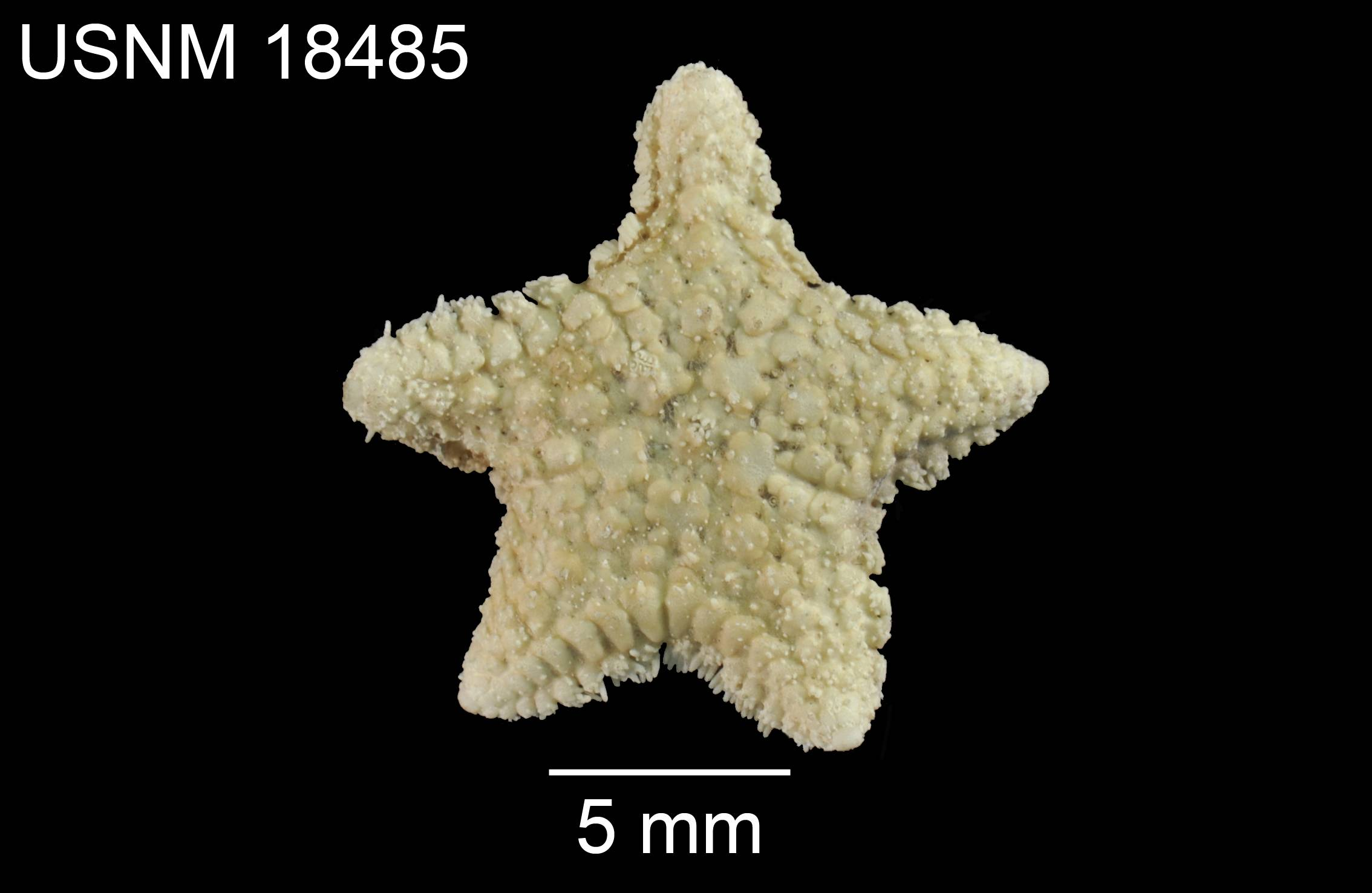
Marginaster lepidus
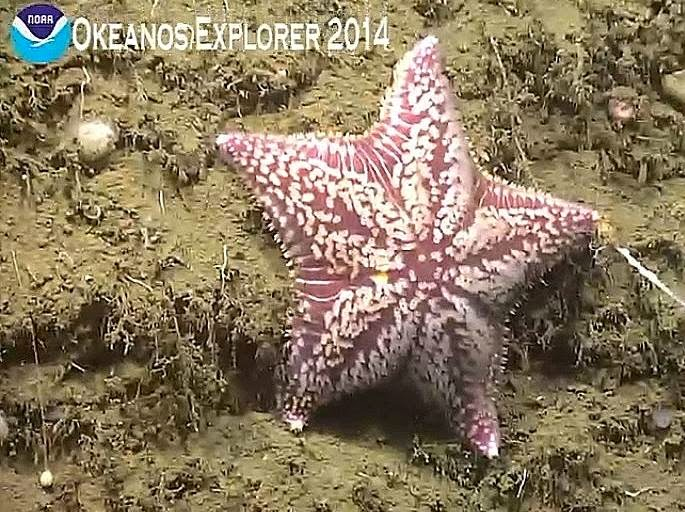
Porania pulvillus
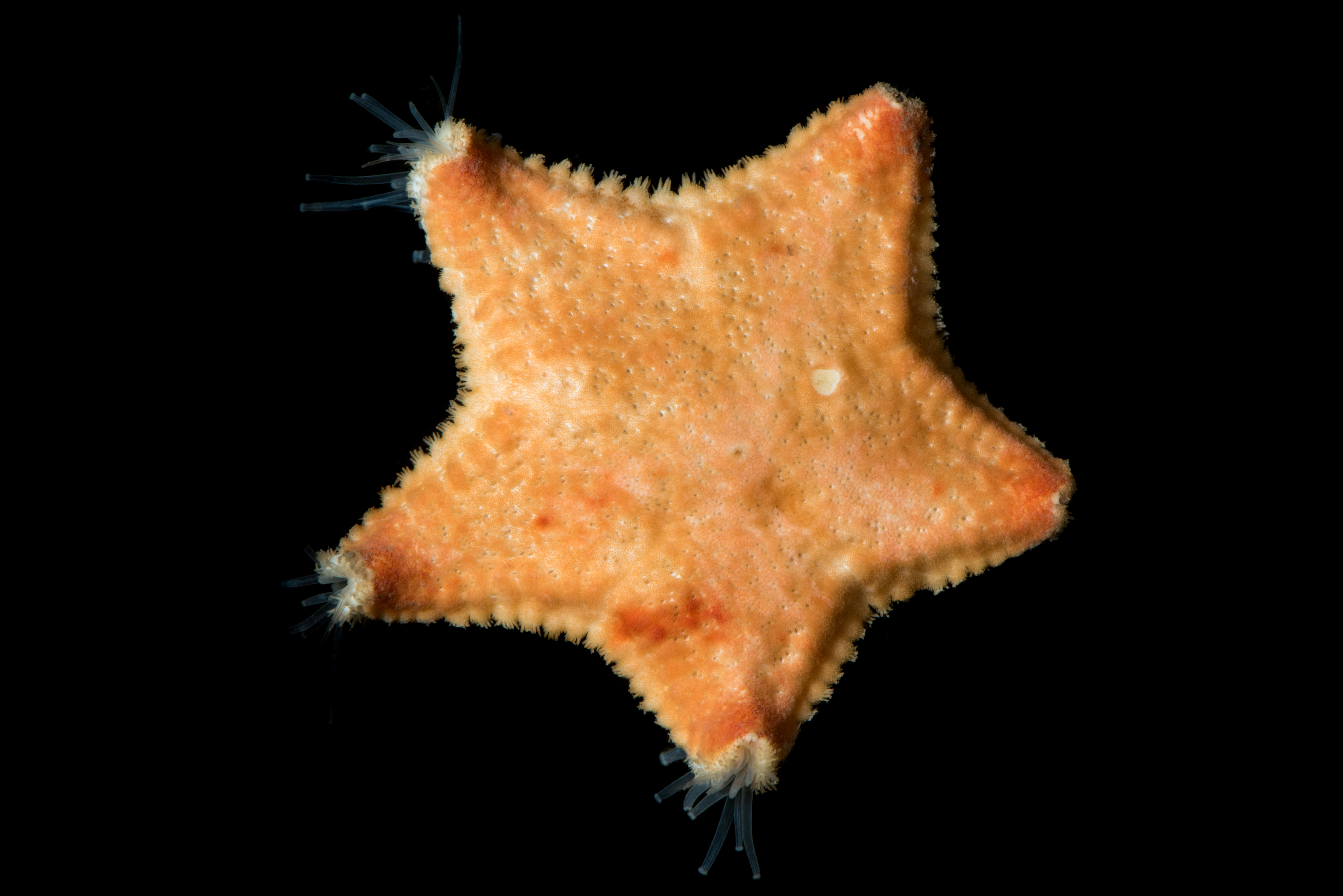
Poraniomorpha hispdia
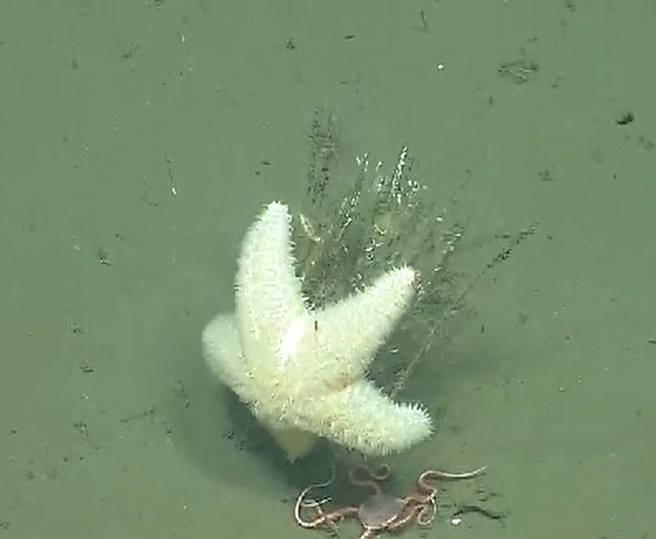
Poraniopsis inflata
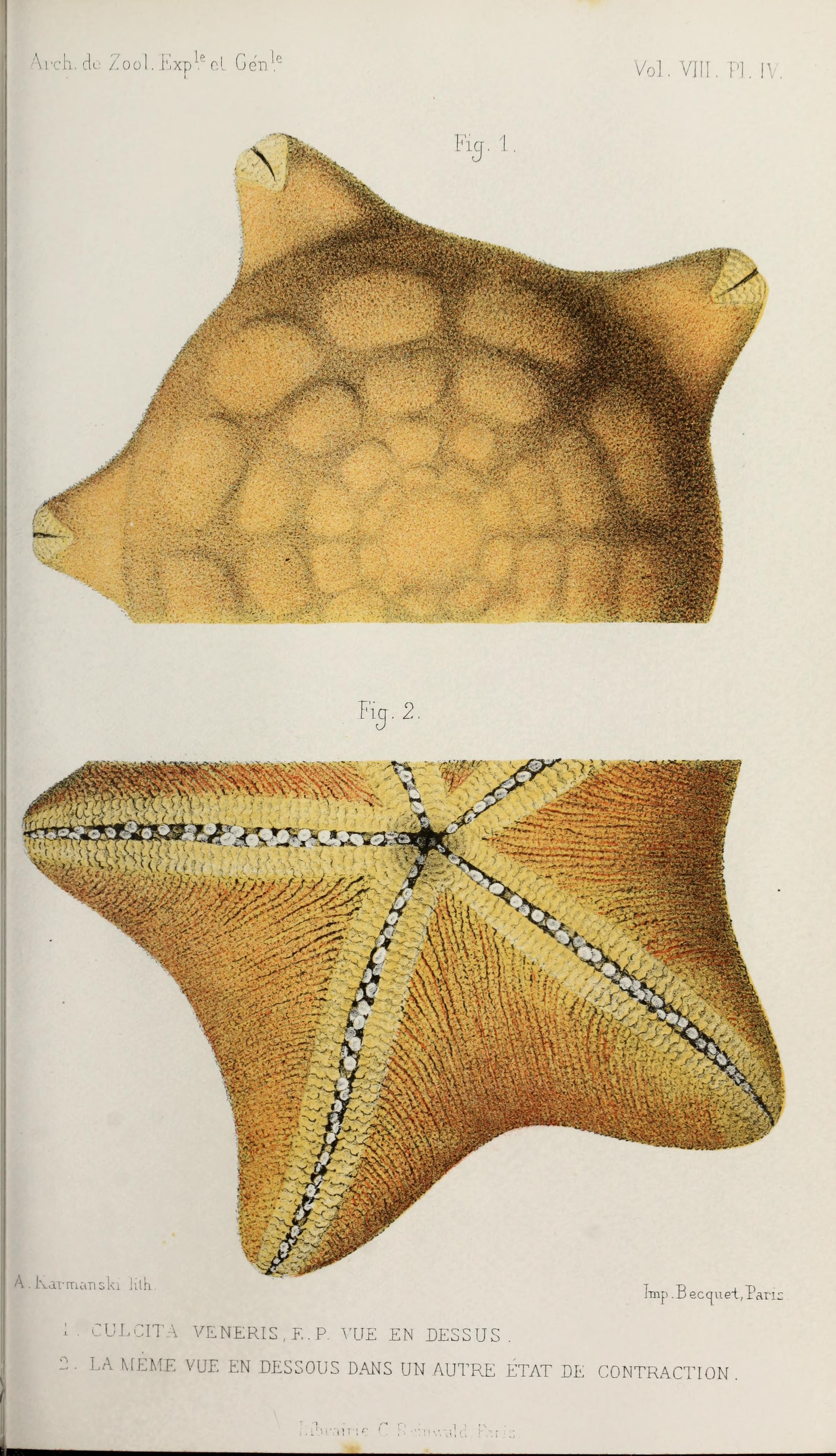
Spoladaster veneris
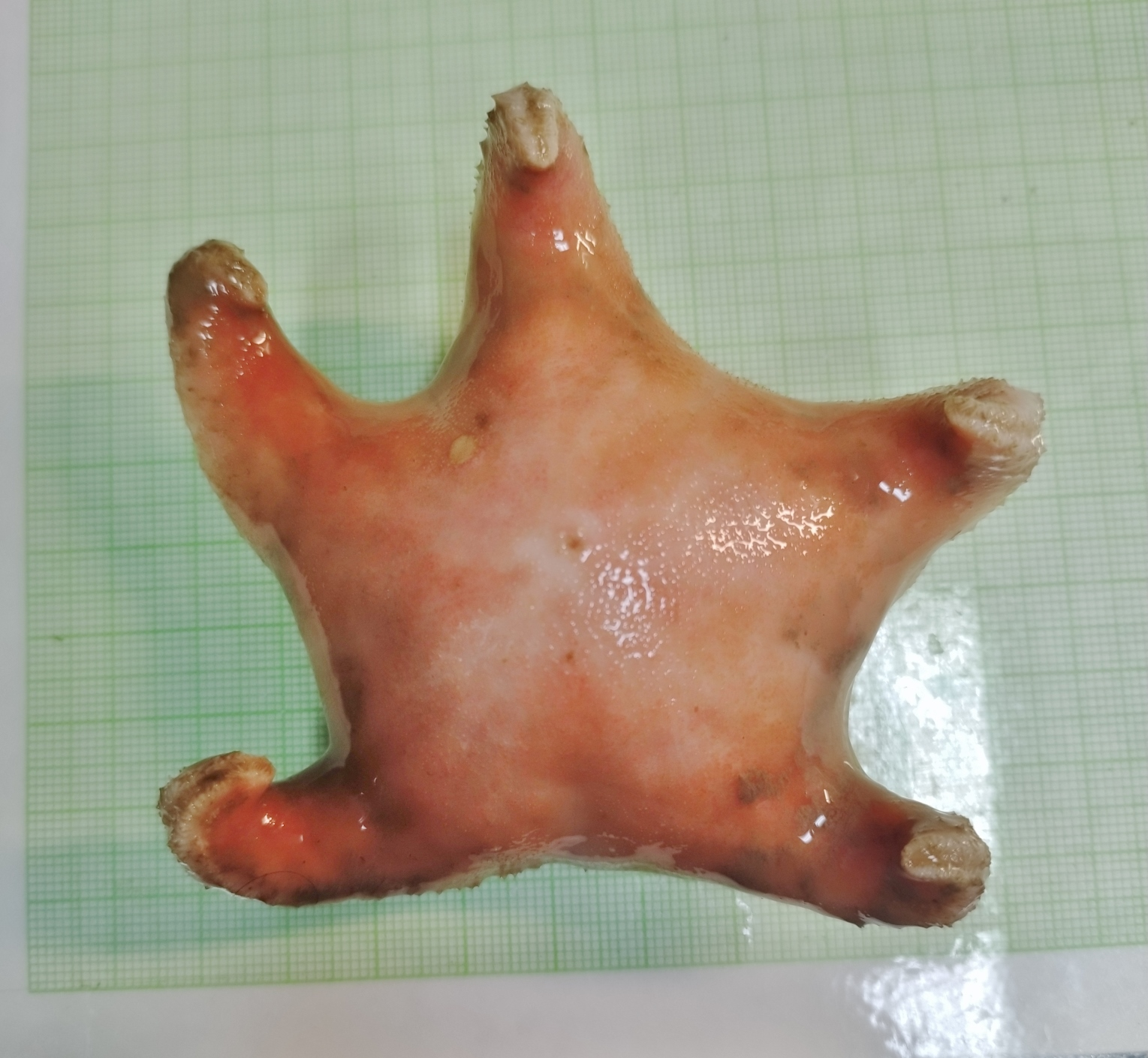
Tylaster willei